# حقوق الإنسان في كولومبيا

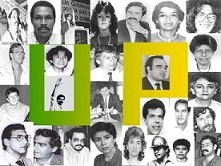
ملصق الاتحاد الوطني.

كولومبيا هي دولة ذات سيادة تقع في أمريكا الجنوبية، وهي عضو في الأمم المتحدة منذ 5 نوفمبر من عام 1945 وطرف في العديد من الاتفاقيات الدولية المتعلقة بحقوق الإنسان. لديها سلسلةً من القوانين الداخلية المتعلقة بحماية حقوق الإنسان، ومع ذلك، فإن سجل حقوق الإنسان في دولة كولومبيا يتناقض بشكل كبير في كثير من الأحيان مع قوانين حماية حقوق الإنسان في البلاد ومع الاتفاقيات الدولية المتعلقة بهذا الموضوع. تُعتبر كولومبيا -على نطاق واسع- البلد الأسوأ في سجل حقوق الإنسان في نصف الكرة الغربي. تعد كولومبيا واحدة من بين 20 دولة مثيرة للقلق حسب تقرير حقوق الإنسان السنوي الصادر عن وزارة الخارجية البريطانية في عام 2010.

## كولومبيا والميثاق الدولي لحقوق الإنسان
أنشأت الأمم المتحدة في عام 1966 معاهدتين دوليتين تتعلقان بحقوق الإنسان هما: العهد الدولي الخاص بالحقوق المدنية والسياسية مع بروتوكوليه الاختياريَّين، والعهد الدولي الخاص بالحقوق الاقتصادية والاجتماعية والثقافية. تشكل هاتان المعاهدتان إلى جانب الإعلان العالمي لحقوق الإنسان الميثاقَ الدولي لحقوق الإنسان. وقعت كولومبيا في عام 1966 على كل من المعاهدتين، وأنهت إجراءات التصديق عليهما في شهر أكتوبر من عام 1969.

## كولومبيا والقانون الدولي الإنساني
صادقت كولومبيا في عام 1961 على اتفاقيات جنيف الأربعة لعام 1949، الاتفاقيات التي تشكل أساسًا للقانون الدولي الإنساني، وصادقت في عامي 1993 و1995 على البروتوكولين الإضافيين لعام 1977. لم تكن كولومبيا حتى شهر سبتمبر من عام 2011 قد وقّعت على البروتوكول الإضافي الثالث لعام 2005.

## الدستور الكولومبي
يذكر الدستور الكولومبي -بالإضافة إلى تفصيل حق المواطنين الكولومبيين في الحقوق الأساسية (مثل الحق في الحياة، والمساواة أمام القانون)- الحقوق الاقتصادية والاجتماعية والثقافية (مثل حقوق العمال، والحق في التعليم، وحقوق المجموعات التي تحتاج إلى حماية خاصة)، إضافةً إلى الحقوق البيئية والحقوق الجماعية. يعترف الدستور الكولومبي أيضًا بالحقوق الخاصة بالسكان الأصليين للأرض، ويسمح للمواطنين باتخاذ إجراءات مباشرة ضد الدولة من خلال طريقة قانونية تحمي الحقوق الأساسية للمواطنين الكولومبيين تُعرف باسم «تيوتيلا». أُنشئت بموجب الدستور الكولومبي محكمة دستورية، والدستور في كولومبيا هو من يقرر مواقع مظالم حقوق الإنسان. يسمح الدستور الكولومبي الصادر في عام 1991 بحماية حقوق الإنسان للمواطنين الكولومبيين -نظريًا على الأقل- بموجب القانون الدستوري الوطني.

## احترام حقوق الإنسان في كولومبيا

### المدافعون عن حقوق الإنسان في كولومبيا
في عام 2010، حسبما ذكرت الحملة الوطنية والدولية من أجل الحق في الدفاع عن حقوق الإنسان، ووفقًا لما وُثّق بشكل منتظم في تقارير منظمات حقوق الإنسان الرائدة، ووفقًا لمنظمة حقوق الإنسان «سوموس ديفينسورس (نحن مدافعون)» التي تتخذ من كولومبيا مقرًا لها- ارتُكب ما لا يقل عن 174 عملية اعتداء على المدافعين عن حقوق الإنسان، وشمل ذلك 32 جريمة قتل، و109 تهديدات بالقتل. تشمل الاعتداءات التي يتعرض لها المدافعون عن حقوق الإنسان أيضًا «حملات تشهير، وعمليات اقتحام، ومراقبة دائمة، واعتداءات جسدية، وخطف، وتوجيه العنف لأفراد الأسرة، ومحاولات اغتيال».
تمتلك الحكومة الكولومبية برنامج حماية خاص يهدف لحماية أولئك المعرضين للتهديد. ذكرت السفارة الكولومبية في واشنطن أن برنامج الحماية «يقدم خدمات طويلة الأمد على أساس الاحتياجات الخاصة للضعفاء من الأفراد والجماعات». لكن، وعلى الرغم من ذلك، أظهرت إحصائيات النصف الأول من عام 2011 زيادة بنسبة 126% في الأفعال العدائية المرتكبة ضد المدافعين عن حقوق الإنسان مقارنة مع إحصائيات نفس الفترة من سنة 2010، وكانت الجماعات شبه العسكرية مسؤولة عن 59% من تلك الأفعال العدائية، أما قوات الأمن التابعة للدولة فقد كانت مسؤولة 10% من تلك الحالات، أما العصابات المسلحة فتتحمل مسؤولية 2% منها. تورط المسؤولون الكولومبيون أيضًا على نطاق واسع في تشويه صورة العمل الذي يقوم به المدافعون عن حقوق الإنسان، فعادة ما كانوا يوجهون لهم تهمًا لا أساس لها من الصحة بارتباطهم بالعصابات المسلحة.
من حق كل شخص، بمفرده وبالاشتراك مع غيره، أن يدعو ويسعى إلى حماية وإعمال حقوق الإنسان والحريات الأساسية على الصعيدين الوطني والدولي.
قرار الجمعية العامة للأمم المتحدة 53/144 المؤرخ في 8 مارس من عام 1999.
أفادت منظمة العدالة لكولومبيا بحدوث 104 حالات قتل لها تأثير مباشر على المخاوف المتعلقة بحقوق الإنسان في كولومبيا، فقد كان من بين القتلى مدافعون عن حقوق الإنسان ونقابيون وقادة في المجتمعات المحلية، إذ كانت تقع -بالمتوسط، ووفقًا للأرقام السابقة- جريمة قتل واحدة كل ثلاثة أيام. يتمتع المدافعون عن حقوق الإنسان في نظام العدالة الكولومبي بحماية ضعيفة جدًا، فقد تعرض 784 شخصًا منهم للتهديد أو الهجوم أو القتل بين عامي 2002 و2009 أُدينت 10 حالات منها فقط.

### حقوق العمال في كولومبيا
يُشار إلى كولومبيا على نطاق واسع بأنها أخطر بلد في العالم على النقابيين، فقد أفاد المسح السنوي حول انتهاك الحقوق العمالية، المنشور من قبل اتحاد النقابات الدولي في عام 2011، إلى أن 49 عاملًا اتحاديًا قد قتلوا في كولومبيا في عام 2010، وهو أكبر من مجموع أعداد قتلى العمال الاتحاديين في كل دول العالم، ولكن وفقًا للإحصائيات الحكومية، فإن عدد العمال الاتحاديين الذين قُتلوا لم يتجاوز 37. أُبلغ عن مقتل 19 عاملًا اتحاديًا بين شهري يناير وأغسطس من عام 2011.
أفاد اتحاد النقابات الدولي بأن نسبة العمال الاتحاديين الذي قُتلوا في كولومبيا بين عامي 2000 و2010 كانت %63.12 من مجمل أعداد النقابيين الاتحاديين الذين قُتلوا حول العالم. نُسبت أغلب عمليات القتل هذه -وفقًا لمنظمة هيومن رايتس ووتش ومنظمة العدالة لكولومبيا- إلى الجماعات شبه العسكرية اليمينية، بينما نُسب بعضها بشكل مباشر إلى القوات الحكومية. أفادت منظمة العفو الدولية في عام 2007 بأن من بين تلك الجرائم التي ارتُكبت ضد الاتحاديين مع معرفة الجاني فيها، فقد كانت نسبة الجرائم التي تتحمل مسؤوليتها الجماعات شبه العسكرية 49%، أما القوات الحكومية فقد كانت مسؤولة عن 43% منها، والعصابات المسلحة كانت مسؤولة عن 2% منها.
وفقًا لكلية العمل الوطنية، وهي منظمة كولومبية غير حكومية تعمل على مراقبة العنف ضد التجمعات النقابية، فإن نسبة الإفلات من العقاب في الجرائم التي تُرتكب ضد الاتحاديين هي 92%. تراجعت عضوية النقابات العمالية في كولومبيا بشكل كبير منذ ثمانينيات القرن العشرين. ووفقًا لمنظمة العدالة لكولومبيا، وهي منظمة بريطانية غير حكومية تدافع عن حقوق الإنسان وتطالب بوضع حد للعنف الاتحادي في كولومبيا، فإن هذا التراجع يعود إلى مجموعة من العوامل: «نسبة العمال الكولومبيين الذين ينتمون إلى نقابات لا تزيد عن 5% وهي أقل نسبة في الأمريكتين؛ تراجعت النسبة من 10% إلى 5% في غضون عشرين سنة بسبب أعمال العنف التي يتعرض لها العمال الاتحاديون، وبسبب التغيرات في سوق العمل والسياسات المناهضة للنقابات. عدد الكولومبيين الذين ينتمون اليوم إلى نقابة عمالية هو 850000».